# Heiner Schwarzberg
Heiner Schwarzberg (* 1974 in Magdeburg) ist ein deutscher Prähistorischer Archäologe. Sein Forschungsgebiet ist die Archäologie der Jungsteinzeit und Bronzezeit Mittel- und Südosteuropas.

## Werdegang
Schwarzberg absolvierte ab 1992 ein Studium der Prähistorischen Archäologie, Kunstgeschichte und Anthropologie in Halle, Jena und Berlin, u. a. bei Hermann Parzinger, Bernhard Hänsel, François Bertemes und Klaus-Dieter Jäger. Er schloss es mit einer Magisterarbeit über jungsteinzeitliche Kultgefäße aus Südosteuropa und Anatolien ab. 2008 wurde er in Halle mit einer von Hermann Parzinger und François Bertemes betreuten Dissertation zu figürlichen Gefäßen zwischen Nahem Osten und Mitteleuropa zwischen dem 7. und 4. Jahrtausend v. u. Z. promoviert.
Nach Tätigkeiten an der Eurasien-Abteilung des Deutschen Archäologischen Institutes sowie Assistenzen an den Universitäten Halle und München ging Schwarzberg 2013 als Leiter der Abteilung Vorgeschichte und Kurator an die Archäologische Staatssammlung in München, wo er im Rang eines Oberkonservators tätig ist.
Er führte Ausgrabungen in Deutschland, Russland und der Türkei durch, darunter z. B. in der neolithischen Siedlung von Aşağı Pınar bei Kırklareli in Ostthrakien für das Deutsche Archäologische Institut, in Farchant in Oberbayern für die Universität München oder für das Thüringische Landesamt für Denkmalpflege auf der Burg Henneberg in Südthüringen. 2018 nahm er an der Bergung des bronzezeitlichen Einbaums von Wasserburg am Bodensee teil.
Von der Deutschen Forschungsgemeinschaft geförderte Projekte untersuchten die Entstehung und Etablierung früher Bauernkulturen in Südosteuropa sowie Siedlungs-, Wirtschafts- und Sozialarchäologie des frühen Neolithikums in Oberfranken.
Schwarzberg wirkte an verschiedenen Ausstellungsprojekten der Archäologischen Staatssammlung mit, darunter bei der 2024 abgeschlossenen Neugestaltung des Münchner Haupthauses, bei dortigen Sonderausstellungen (seit 2024) sowie in den Zweigmuseen Bad Windsheim (2014), Grünwald (2018) und Bad Königshofen (2019).

## Schriften (Auswahl)
- mit Jens Schneeweiß, Manfred Nawroth, Henny Piezonka (Hrsg.): Man sieht nur, was man weiß - man weiß nur, was man sieht. Globalhistorische Perspektiven auf interkulturelle Phänomene der Mobilität. Festschrift für Hermann Parzinger zum 65. Geburtstag (= Prähistorische Archäologie in Südosteuropa 33). Verlag Marie Leidorf, Rahden/Westf. 2024, ISBN 978-3-89646-689-1.
- mit Mathias Will, Arno Rettner u. a.: Über Grenzen. Archäologie-Museum Bad Königshofen (= Ausstellungs- und Museumsführer der Archäologischen Staatssammlung 3). München 2021, ISBN 978-3-927806-49-8.
- mit Valeska Becker (Hrsg.): Bodies of Clay. On Prehistoric Humanised Pottery. Proceedings of the Session at the 19th EAA Annual Meeting at Pilsen, 5th September 2013. Oxbowbooks, Oxford & Philadelphia 2017, ISBN 978-1-78570-696-7.
- mit Bernd Steidl, Mathias Will u. a.: Hausbau und Siedlungswesen in vor- und frühgeschichtlicher Zeit. Archäologie-Museum Bad Windsheim (= Ausstellungs- und Museumsführer der Archäologischen Staatssammlung 2). München 2015, ISBN 978-3-927806-41-2.
- Durch menschliche Kunst und Gedanken gemacht. Studien zur anthropomorphen Gefäßkeramik des 7. bis 5. vorchristlichen Jahrtausends (= Münchner Archäologische Forschungen 1). Verlag Marie Leidorf, Rahden/Westf. 2011, ISBN 978-3-86757-151-7.
- mit Ivan Gatsov (Hrsg.): Aegean - Marmara - Black Sea: The Present State of Research on the Early Neolithic: Proceedings of the Session held at the EAA 8th Annual Meeting at Thessaloniki, 28th September 2002 (= Schriften des Zentrums für Archäologie und Kulturgeschichte des Schwarzmeerraumes 5). Verlag Beier & Beran, Langenweißbach 2006. ISBN 978-3-93751-720-9.
- mit Hermann Parzinger: Aşağı Pınar II. Die mittel- und spätneolithische Keramik (= Archäologie in Eurasien 18 = Studien im Thrakien-Marmara-Raum 2). Verlag Philipp von Zabern, Mainz 2005, ISBN 3-8053-3541-5.
- Bemerkungen zu 50 Jahren archäologischer Stadtkernforschung in Magdeburg (= Archäologische Beiträge 1). Verlag Janos Stekovics, Dößel 1998, ISBN 978-3-932863-99-8.